# کایرو لیما
کایرو روبرتو دا لیما (به پرتغالی: Cairo Roberto da Lima) هافبک اهل برزیل است که در شهر برزیل و در تاریخ ۱۶ سپتامبر ۱۹۷۶ به دنیا آمده‌است.
کایرو روبرتو دا لیما در تیم‌های فوتبال CA Metropolitano سابقهٔ حضور دارد.